# Stanisław Worwa
Stanisław Worwa (ur. 5 stycznia 1975 w Limanowej) – polski duchowny katolicki, misjonarz w Afryce, proboszcz parafii Świętej Rodziny w Ndżamenie i dziekan dekanatu Ndżamena Centrum.

## Życiorys
Pochodzi z parafii św. Antoniego w Męcinie. Po maturze wstąpił do Wyższego Seminarium Duchownego w Tarnowie, a po jego ukończeniu w 2000 przyjął święcenia kapłańskie z rąk bpa Wiktora Skworca. Po trzech latach posługi wikariuszowskiej w diecezji, rozpoczął przygotowanie do wyjazdu na misje. Po rocznym kursie odbytym w Centrum Formacji Misyjnej w Warszawie został w 2004 posłany do Czadu.
W latach 2004–2005 pełnił posługę wikariusza w parafii św. Rodziny w Bousso (archidiecezja Ndżamena), a w latach 2005–2009 wikariusza w parafii Mailao. W 2009 został proboszczem parafii św. Rodziny w Ndżamenie, gdzie wybudował kościół pw. Miłosierdzia Bożego. Jest również budowniczym centrum parafialnego, które obejmuje m.in. bibliotekę mieszczącą ok. 10 tys. książek. W działaniu na rzecz ułatwienia codziennego życia parafian zapewnił odwiert 42 studni głębinowych.
Przez swoją działalność społeczną, skierowaną zarówno do chrześcijan, jak i muzułmanów, promuje obraz Polski i Polaków jako aktywnych i otwartych. Ponadto spaja on polską społeczność w Czadzie złożoną z misjonarzy, wolontariuszy i pracowników organizacji międzynarodowych. Mocno zaangażowany jest w ochronę interesów Polaków w Czadzie, oferując wsparcie i ułatwiając kontakty z miejscowymi władzami. Dzięki jego wydatnej pomocy doszło do ewakuacji polskich turystów z Czadu w czasie pandemii Covid-19 w 2020. W lutym 2024 aktywnie włączył się w uwolnienie polskiej obywatelki Aleksandry Kuligowskiej, zabiegając o działania czadyjskich władz, ułatwiając kontakty polskiej służby konsularnej z miejscowymi władzami oraz z Ambasadą Francji w Czadzie. Za te zasługi Minister Spraw Zagranicznych w 2024 odznaczył ks. Stanisława Worwę Odznaką Honorową „Bene Merito”.
W 2017 został mianowany kanonikiem honorowym, a w 2024 kanonikiem prałatem i kantorem kapituły w Nowym Sączu.